# Pardosa subhadrae
Pardosa subhadrae este o specie de păianjeni din genul Pardosa, familia Lycosidae, descrisă de M.K. Patel și Reddy, 1993. Conform Catalogue of Life specia Pardosa subhadrae nu are subspecii cunoscute.